# Trestreckad tchagra
Trestreckad tchagra (Tchagra jamesi) är en fågel i familjen busktörnskator inom ordningen tättingar.

## Utbredning och systematik
Trestreckad tchagra delas in i två underarter:
- T. j. jamesi – förekommer i sydöstligaste Sydsudan, Somalia, nordöstra Uganda, södra Etiopien, norra och östra Kenya samt nordostligaste Tanzania
- T. j. mandanus – förekommer i kustnära östra Kenya, nordöstra Tanzania och på närliggande öar (Manda och Lamu Island)

## Status
Arten har ett stort utbredningsområde och beståndet anses vara stabilt. Internationella naturvårdsunionen IUCN listar den därför som livskraftig (LC).

## Namn
Släktesnamnet Tchagra är ljudhärmande och gavs först som artnamn till kaptchagra av den franska ornitologen Louis Jean Pierre Vieillot. Det vetenskapliga artnamnet hedrar Frank Linsly James (1851–1890), brittisk upptäcktsresande i Sudan, Somaliland, Indien och Mexiko.